# Monocentrus inermis
Monocentrus inermis är en insektsart som beskrevs av Capener 1972. Monocentrus inermis ingår i släktet Monocentrus och familjen hornstritar. Inga underarter finns listade i Catalogue of Life.